# Roy Andersson
Roy Arne Lennart Andersson (n. 31 martie 1943, Göteborg, Suedia) este un regizor de film suedez, cel mai cunoscut pentru O iubire suedeză (1970) și pentru trilogia sa care include Cântece de la etajul II (2000), Voi, cei vii (2007) și Un porumbel cugetând pe o ramură (2014). Cântece de la etajul II, mai mult decât oricare altul, compus din patruzeci de cadre, a consolidat stilul său personal, caracterizat printr-un melanj de poezie și burlesc. Și-a petrecut mare parte din viața profesională lucrând spoturi publicitare, realizând peste 400 de reclame și două scurtmetraje, și șase filme de lung metraj în șase decenii. Filmul său din 2014, Un porumbel cugetând pe o ramură, a câștigat Leul de aur la a 71-a ediție a Festivalului Internațional de Film de la Veneția, făcându-l pe Andersson singurul regizor suedez și al doilea regizor nordic care a obținut această distincție în istoria festivalului, după danezul Carl Theodor Dreyer, care a câștigat distincția în 1955. Andersson este considerat unul dintre cei mai importanți regizori de film europeni în viață, având patru filme depuse oficial pentru premiul Oscar pentru cel mai bun film în limbi străine ca și candidaturi din partea Suediei. 

## Viața și cariera

### Primii ani
Andersson s-a născut în 1943 în Goteborg, Suedia. La un an după absolvirea Institutului de Film Suedez în 1969, a regizat primul său lungmetraj, O poveste de dragoste suedeză. Filmul a fost recompensat cu patru premii în același an la cel de-al 20-lea Festival internațional de film de la Berlin. În urma acestui succes, Andersson a căzut într-o depresie. Cum nu a vrut să se blocheze cu același stil și așteptări, a anulat ceea ce era prevăzut să fie următorul său proiect. În cele din urmă, a regizat filmul Giliap, care a fost lansat în 1975. Filmul a fost un dezastru financiar și de critică, a trecut peste buget și a suferit întârzieri îndelungate în post-producție. Giliap a mers într-o direcție decisiv diferită de O poveste suedeză de dragoste - înlocuind bucuria plăcută a mulțimii și umorul moale cu comedia neagră. După Giliap, Andersson a luat o pauză de 25 de ani de la regia de film, concentrându-se în principal pe activitatea din domeniul publicității. 

### Anii maturității
În 1981 a înființat Studio 24, o companie independentă de film și un studio situat în centrul Stockholmului. Ulterior, a regizat un scurtmetraj comandat de Consiliul Național al Sănătății și Asistenței Sociale din Suedia, intitulat Something Happened. Realizat în 1987, scurtmetrajul era menit să fie jucat în școlile din Suedia ca un film educativ despre SIDA, dar a fost anulat atunci când era aproape terminat din cauza naturii sale excesiv de întunecată și a utilizării unor surse controversate. Explicația oficială a fost că era „prea întunecat în mesajul său” și nu a fost difuzat oficial până în 1993. Următorul său scurtmetraj, World of Glory, din 1991, a dezvoltat acest stil și mai mult și a avut un succes critic, câștigând atât Premiul Canal Plus, cât și prestigiosul Premiu de presă la Festivalul de scurtmetraje Clermont-Ferrand din 1992. Filmul se află pe lista cu cele mai bune zece scurtmetraje din toate timpurile stabilite de festivalul Clermont-Ferrand. 
În martie 1996, Andersson a început să filmeze Cântece de la etajul II, un film care a fost finalizat patru ani mai târziu, în mai 2000. După premiera sa de la Festivalul de Film de la Cannes din anul 2000, filmul a devenit, de asemenea, un succes critic internațional. A câștigat premiul juriului de la Cannes și cinci premii Guldbagge din Suedia pentru cel mai bun film, regie, cinematografie, scenariu și sunet. Filmul a fost format din patruzeci și șase de cadre lungi, care ilustrau critici sociale dure, sângeroase, cu caracteristicile absurdiste și suprarealiste caracteristice de acum stilului său. 
Roy Andersson și-a continuat activitatea comercială la Studio 24 și următorul său film Voi, cei vii a avut premiera la Festivalul de Film de la Cannes din 2007, ca parte a selecției Un Certain Regard.  
Muzeul de Artă Modernă din New York a prezentat o retrospectivă a operei lui Andersson în septembrie 2009. 

## Filme regizate
- Besöka sin son (1967)
- Hämta en cykel (1968)
- Lördagen den 5.10 (1969)
- O iubire suedeză (1970)
- Giliap (1975)
- Någonting har hänt (1987)
- Härlig är jorden (1991) scurt
- Cântece de la etajul II (2000)
- Voi, cei vii (2007)
- Un porumbel cugetând pe o ramură (2014)